# Мельник Анатолій Максимович
Анатолій Максимович Мельник (нар. 5 січня 1936, село Потоцьке, тепер Софіївського району Дніпропетровської області) — український діяч, директор Новомосковського трубного заводу Дніпропетровської області. Народний депутат України 1-го скликання.

## Біографія
Народився у родині робітників.
У 1954—1959 роках — студент Дніпропетровського металургійного інституту, інженер-металург.
У 1959—1964 роках — майстер, начальник зміни, заступник начальника цеху гарячого прокату Нитвенського металургійного заводу Пермської області РРФСР.
Член КПРС з 1962 до 1991 року.
У 1964—1975 роках — старший інженер, заступник начальника колесопрокатного цеху, заступник секретаря, секретар парткому Нижньодніпровського трубопрокатного заводу Дніпропетровської області.
У 1975—1985 роках — інструктор відділу важкої промисловості ЦК КПУ.
У 1985—1998 роках — директор Новомосковського трубного заводу імені 50-річчя Радянської України; голова правління — директор Відкритого акціонерного товариства (ВАТ) «Новомосковський трубний завод» Дніпропетровської області.
4.03.1990 року обраний народним депутатом України, 1-й тур, 56,73 % голосів, 4 претенденти. Входив до груп «Злагода-Центр», «Промисловці». Член Комісії ВР України з питань економічної реформи і управління народним господарством.
Потім — на пенсії.

## Нагороди та звання
- два ордени «Знак Пошани» (1971, 1983)
- медалі